# Lateropora
Lateropora je rod rostlin z čeledi vřesovcovité. Zahrnuje 3 druhy, rozšířené výhradně ve Střední Americe.
Zástupci rodu jsou epifytické nebo podrostové keře se střídavými, kožovitými listy. Květenství jsou úžlabní, kompaktní, stažená nebo hroznovitá, květy zvonkovité 5-četné, jemně chlupaté. Plodem je bobule.

## Druhy
- Lateropora ovata
- Lateropora santafeensis
- Lateropora tubulifera